# Miguel II de Kiev (metropolita)
Miguel (em russo:  Михаил; séc XII - 1145, Bizâncio) foi metropolita de Kiev e de Toda a Rússia de 1130 a 1145.

## Biografia

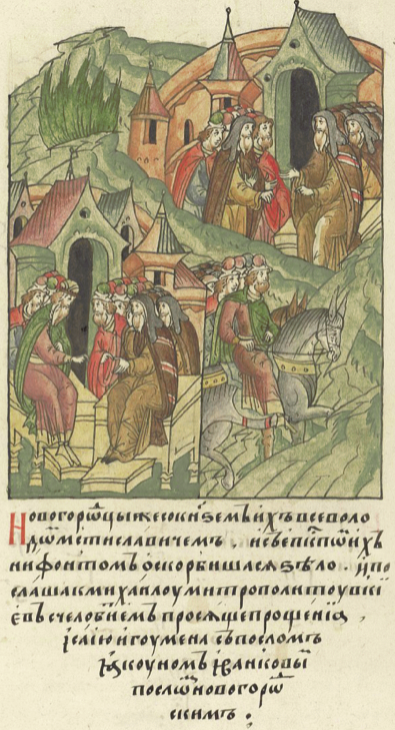
Usevolodo e Nifonte enviam o abade Isaías a Miguel

Foi nomeado e ordenado em Constantinopla e chegou a Kiev no verão de 1130. Já em novembro-dezembro do mesmo ano, ordenou Nifonte bispo de Novogárdia, e em 1134-1136 participou no estabelecimento da eparquia de Smolensk.
Por volta de 1134, ele chegou a Novogárdia e, em nome de Deus, manteve os novogardianos longe da inimizade com os príncipes de Rostov. Mas os novogardianos não derão ouvidos ao metropolita e, tendo-o detido em sua casa, saíram em uma campanha. No entanto, eles foram derrotados e, ao retornarem da campanha, deixaram o metropolita ir embora.
Com muita dificuldade, Miguel conseguiu pôr fim ao tumulto em torno da cátedra vaga de Pereiaslavl (1134-1141), que surgiu como resultado de protestos contra a separação das terras de Smolensk da eparquia de Pereiaslavl; Miguel conseguiu ordenar o próximo bispo de Pereiaslavl, Eutímio, somente em 1141.
No período de constantes rixas sob o comando dos príncipes de Kiev Jaropolco Vladimiroviche (1132-1139) e Usevolodo Olgoviche (1139-1146), Miguel fez tentativas bem-sucedidas de mediação entre os príncipes rivais, embora não pudesse evitar acusações de parcialidade. Na virada de 1134 para 11135, ele chegou a ser preso por um curto período, o que deve ter prejudicado suas atividades de mediação.
A autoridade do metropolita também foi prejudicada por seus esforços para apoiar a política pró-bizantina de uma das coalizões de príncipes russos (principalmente gallicianos e de Suzdal).
Sua participação na disputa pelo trono de Kiev em 1145/1146 é a última coisa que sabemos sobre a atividade política de Miguel. Na época da entronização de Iziaslau Mistislaviche, em 13 de agosto de 1146, ele não estava mais em Kiev.
Com base na epístola, podemos supor que Miguel renunciou à dignidade de metropolita (renunciou à metrópole) no decorrer da crise, cujo culpado, aparentemente, foi ele mesmo. Ao mesmo tempo, ele lembrou sobre os direitos originais de Constantinopla para evitar complicações com a nomeação de seu sucessor. Como em 1145 Miguel estava em uma visita canônica a Bizâncio, é possível que os eventos que logo se seguiram em Kiev tenham sido um dos motivos de sua recusa em retornar para lá. Ele morreu em 1145.